# Ариберт Хайм
Ариберт Хайм (на немски: Aribert Heim), познат още като Доктор Смърт“, е австрийски лекар в концентрационните лагери Бухенвалд и Маутхаузен, офицер от Вафен СС, по време на Втората световна война, издирван за престъпления срещу човечеството и военни престъпления.

## Биография
Роден на 28 юни 1914 година в австрийския град Радкерсбург. Завършва медицина през 1940 година, след което се записва като доброволец в СС. Член е на НСДАП от преди аншлуса на Австрия.
Работи като лекар в „Бухенвалд“ а по-късно е изпратен в лагера „Маутхаузен“, където извършва най-големите си зверства. Правил е много опити с химически субстанции върху хора. Експериментира върху живи хора за да установи как въздействат химически отровни вещества върху нервната и дихателната система на човека, прави проби как спира сърцето на живи хора, като инжектира директно бензин, вода или отрова, като това е бил един от любимите му методи за умъртвяване.
Извършвал ампутации, с цел да провери колко болка може да понесе човешкото тяло, без никаква анестезия. Хайм е документирал всяка своя жертва, която е измъчвал и убивал в лагера „Маутхаузен“ по време на Втората световна война, по този начин е водел свой личен дневник, а понякога е запазвал и части от телата на жертвите си като трофеи.
След края на войната е арестуван от американските войски и е изпратен в лагер близо до Берлин. Поради липса на обвинения срещу него е освободен и се заселва в град Баден-Баден, където живее до началото на 1960-те години. Полицията започва неговото издирване по свидетелски показания още в края на 1940-те години, но го разкрива едва през 1962 година. Когато отиват за да го арестуват, „Доктор Смърт“ вече е изчезнал. Предполага се, че е починал на 10 август 1992 г.
Към началото на 21 век, въпреки че би трябвало да е над 90-годишна възраст, все още се издирва от Ефрем Зуроф и фондация „Симон Визентал“ и „Ловците на нацисти“ (Операция:Последен шанс).